# Setra S 517 HD
De Setra S 517 HD is een touringcarmodel, geproduceerd door de Duitse busfabrikant Setra. Dit model bus is in 2012 geïntroduceerd en verving in 2013 de Setra S 417 GT-HD.

## Inzet
Dit type bus wordt veelal ingezet bij touringcarbedrijven voor toerisme. In Luxemburg wordt de bus ingezet door enkele busbedrijven voor het openbaar vervoer.
| Block Busreisen     | ??              | 1 | Tour vervoer  | Eerste afgeleverde bus in de 500-class.                        |
| Meinfernbus         | NU SO 5017      | 1 | Tour vervoer  |                                                                |
| Luxemburg           |                 |   |               |                                                                |
| Demy Schandeler     | DC1034 - DC1035 | 2 | Streekvervoer | DC1034 = "Pugliese Oliva Edition" DC1035 = "Inka Gold Edition" |
| Voyages Emile Weber | 522             | 1 | Streekvervoer |                                                                |
| Voyages Sales Lentz | SL3702 - SL3703 | 2 | Streekvervoer |                                                                |
| Voyages Unsen       | VU4060          | 1 | Streekvervoer |                                                                |
| Voyages Vandivinit  | VV2002 - VV2003 | 2 | Streekvervoer |                                                                |
| Voyages Vandivinit  | VV2010          | 1 | Streekvervoer |                                                                |
| Voyages Vandivinit  | VV2016 - VV2018 | 3 | Streekvervoer |                                                                |
| Voyages Vandivinit  | VV2046          | 1 | Streekvervoer |                                                                |
| Nederland           |                 |   |               |                                                                |
| Besseling Travel    | 61              | 1 | Tour vervoer  |                                                                |
| Besseling Travel    | 66 - 69         | 4 | Tour vervoer  |                                                                |

## Verwante bustypen

### TopClass
- S 431 DT - 14 meter uitvoering (3 assen, dubbeldeks)
- S 515 HDH - 12 meter uitvoering (3 assen)
- S 516 HDH - 13 meter uitvoering (3 assen)
- S 517 HDH - 14 meter uitvoering (3 assen)
- S 531 DT - 14 meter uitvoering (3 assen, dubbeldeks)

### MultiClass
- S 510 LE - 11 meter lage instap uitvoering (2 assen)
- S 515 LE - 12 meter lage instap uitvoering (2 assen)
- S 516 LE - 13 meter lage instap uitvoering (2 assen)
- S 518 LE - 14 meter lage instap uitvoering (3 assen)

### ComfortClass
- S 511 HD - 11 meter verhoogde uitvoering (2 assen)
- S 515 HD - 12 meter verhoogde uitvoering (2 assen)
- S 515 MD - 12 meter uitvoering (2 assen)
- S 516 HD - 13 meter verhoogde uitvoering (3 assen)
- S 516 HD/2 - 13 meter verhoogde uitvoering (2 assen)
- S 516 MD - 13 meter uitvoering (3 assen)
- S 519 HD - 14 meter verhoogde uitvoering (3 assen)